# 川野一成
川野 一成（かわの かずなり、1944年1月25日 - ）は、福岡県出身の日本の柔道家。段位は七段。

## 経歴
柔道は中学3年の時に始めた。常磐高校から国士舘大学へ進学するが、この当時大きな実績はあげていない。大学時代には指導者の上野孫吉から｢オマエはもう柔道やめてくれ、邪魔だ！｣と言われたこともあった。大学を卒業すると、地元に帰らずもう少し東京に留まっていたかったことから国士舘高校の教員になると、先輩から頼まれて柔道部監督にも就任した。最初はそれほど乗り気でなかったものの、柔道部を指導していくうちに勝てない悔しさからどんどん指導にのめりこんでいった。
後のロサンゼルスオリンピック及びソウルオリンピック95kg超級金メダリストの斎藤仁をスカウトした際には、直前に柔道部の寮が火事になってしまったことから着る物もなくて、やむを得ずペラペラのヤッケを重ね着して斉藤の住む青森県まで赴いた。1977年にはその斉藤などの活躍によりインターハイ団体戦で初優勝を飾った。1978年には病を患ったことから、コーチだった岩渕公一が代役で監督を務めてインターハイ2連覇を達成した。その後復帰すると、1985年には新たに創設された国士舘中学柔道部の監督となった。一方で、岩渕が高校の監督を務める分業体制が確立して、中学高校の一貫指導が本格化していった(川野は中学及び高校の柔道部総監督も兼任)。
1990年には全国中学校柔道大会で初優勝を飾った。一方で、1995年には高校選手権団体戦で17年ぶりとなる高校での全国大会優勝を果たした。監督及び総監督として高校選手権では3連覇を含めて優勝8回、金鷲旗では9回の優勝、インターハイでは優勝14回と全国大会で数多くの優勝を成し遂げた。2000年、2010年、2015年には高校団体3冠(高校選手権、金鷲旗、インターハイ)も達成した。
また、近代柔道杯では優勝11回、全国中学校柔道大会では優勝14回、マルちゃん杯では16回もの優勝を果たした。2010年と2016年には中学団体3冠(近代柔道杯、全国中学校柔道大会、マルちゃん杯)を達成した。選手では斉藤の他に、元78kg級世界チャンピオンの日蔭暢年、アテネオリンピック100kg超級金メダリストの鈴木桂治、北京オリンピック100kg超級金メダリストの石井慧、アテネ及び北京オリンピック66kg級金メダリストの内柴正人、元無差別世界3位の高井洋平など、寝技重視の指導で多数の有名選手を育てた。
なお、結果を出した選手に対して、｢あの選手はオレが教えたんだ｣と言うような態度は指導者として非常にカッコ悪いので、あくまでも子供たちの努力の結果であることを弁えておくべきだという。
2002年に国士舘中学及び高校の副校長となると、2004年には校長に昇格した。2016年に退任後は、国士舘スポーツ振興会の会長に就任。中学及び高校の柔道部総監督も依然として続けている。長男の一道は作陽高校の柔道部監督、次男の成道は国士舘中学柔道部の監督をそれぞれ務めている。

## 監督及び総監督としての実績
- 高校選手権 優勝8回(1995年、1998年、2000年-2002年、2004年、2010年、2015年)
- 金鷲旗 優勝9回(1997年、2000年、2002年、2004年、2006年、2010年、2011年、2015年、2016年)
- インターハイ 優勝14回(1977年、1995年、1998年-2000年、2003年、2005年、2007年、2010年、2011年、2014年-2016年)

(出典、、)。
- 近代柔道杯 優勝11回(1990年、1993年、1995年、1996年、1998年、2000年、2001年、2004年、2007年、2010年、2016年)
- 全国中学校柔道大会 優勝14回(1990年、1993年、1995年-1997年、1999年、2002年-2004年、2010年、2011年、2013年、2014年、2016年)
- マルちゃん杯) 優勝16回(1990年、1993年-1998年、1999年、2000年、2001年、2003年、2008年、2010年、2011年-2013年、2016年)

(出典、、)。

## DVD
- 国士舘・川野一成の実戦！柔道指導法 全5巻セット ジャパンライム 1996年